# 24 Stunden aus dem Leben einer Frau
Pour la nouvelle de Stefan Zweig, voir Vingt-quatre heures de la vie d'une femme.
Pour plus de détails, voir Fiche technique et Distribution.
24 Stunden aus dem Leben einer Frau est un film allemand réalisé par Robert Land, sorti en 1931.

## Fiche technique
- Titre : 24 Stunden aus dem Leben einer Frau
- Réalisation : Robert Land
- Scénario : Friedrich Raff et Harry Kahn d'après la nouvelle Vingt-quatre heures de la vie d'une femme de Stefan Zweig
- Photographie : Friedl Behn-Grund et Otto Kanturek
- Montage : Martha Dübber (en)
- Pays d'origine : République de Weimar
- Format : Noir et blanc
- Genre : drame
- Date de sortie : 1931

## Distribution
- Henny Porten : Helga Vanroh
- Walter Rilla : Sascha Lonay
- Friedrich Kayßler : Professeur Merk
- Margo Lion : Frau Köhler
- Hermine Sterler : Erika
- Maria Koppenhöfer